# Gubernatorzy Tanganiki

Flaga Tanganiki

Poniższa lista przedstawia gubernatorów Tanganiki, od utworzenia terytorium mandatowego po I wojnie światowej, aż do przyznania niepodległości w grudniu 1961.

## Gubernatorzy Terytorium Tanganiki
- Horace Archer Byatt (administrator, 9 października 1916 - 22 lipca 1920
- Sir Horace Archer Byatt (22 lipca 1920 - 5 marca 1925)
- John Scott (1924 - 5 marca 1925) (p.o.)
- Donald Charles Cameron (5 marca 1925 - styczeń 1931)
- George Stewart Symes (styczeń 1931 - luty 1934)
- Sir Harold Alfred MacMichael (19 lutego 1934 - 8 lipca 1938)
- Sir Mark Aitchison Young (8 lipca 1938 - 19 czerwca 1941)
- Sir Wilfrid Edward Francis Jackson (19 czerwca 1941 - 28 kwietnia 1945)
- Sir William Denis Battershill (28 kwietnia 1945 - 18 czerwca 1949)
- Sir Edward Francis Twining (18 czerwca 1949 - lipiec 1958)
- Sir Richard Gordon Turnbull (15 lipca 1958 - 9 grudnia 1961)

## Gubernatorzy generalni
- Sir Richard Gordon Turnbull (9 grudnia 1961 - 9 grudnia 1962)